# Verdrag van San José
Het Verdrag van San José, ook wel het Amerikaans Verdrag van de Mensenrechten (Engels: American Convention on Human Rights), is de Amerikaanse tegenhanger van het Europees Verdrag voor de Rechten van de Mens. Het verdrag werd aangenomen te San José, Costa Rica, op 22 november 1969.
Het verdrag waarborgt het recht op leven (artikel 4), het recht op lichamelijke integriteit (artikel 5), het verbod van slavernij (artikel 6), het recht op persoonlijke vrijheid (artikel 7), het recht op een eerlijk proces (artikel 8), het verbod op strafwetten met terugwerkende kracht (artikel 9), het recht op schadevergoeding in geval van onterechte veroordeling (artikel 10), het recht op privacy (artikel 11), de vrijheid van geweten en godsdienst (artikel 12), de vrijheid van meningsuiting (artikel 13), het recht van antwoord in geval van misleidende vermelding in de media (artikel 14), de vrijheid van vergadering (artikel 15), de vrijheid van vereniging (artikel 16), het recht te huwen en een gezin te stichten (artikel 17), het recht op een naam (artikel 18), het recht van een kind op passende bescherming (artikel 19), het recht op een nationaliteit (artikel 20), het recht op eigendom (artikel 21), het recht zich vrij te bewegen (artikel 22), het recht deel te nemen aan het bestuur van het land (artikel 23), het gelijkheidsbeginsel (artikel 24), en het recht op rechtsbescherming (artikel 25). 
Het verdrag waarborgt ook sociaal-economische rechten (artikel 27 en volgende). 
Over de naleving van het Verdrag wordt gewaakt door de Inter-Amerikaanse Commissie voor de Rechten van de Mens (Inter-American Commission on Human Rights) en door het Inter-Amerikaans Hof voor de Rechten van de Mens (Inter-American Court of Human Rights), beiden onderdeel van de Organisatie van Amerikaanse Staten.
Over de doodstraf leest men in artikel 4 van het verdrag:
'2. In countries that have not abolished the death penalty, it may be imposed only for the most serious crimes and pursuant to a final judgment rendered by a competent court and in accordance with a law establishing such punishment, enacted prior to the commission of the crime. The application of such punishment shall not be extended to crimes to which it does not presently apply.
3. The death penalty shall not be reestablished in states that have abolished it.
4. In no case shall capital punishment be inflicted for political offenses or related common crimes.
5. Capital punishment shall not be imposed upon persons who, at the time the crime was committed, were under 18 years of age or over 70 years of age; nor shall it be applied to pregnant women.
6. Every person condemned to death shall have the right to apply for amnesty, pardon, or commutation of sentence, which may be granted in all cases. Capital punishment shall not be imposed while such a petition is pending decision by the competent authority.'
Op 12 november 1987 is Suriname tot het verdrag van San José toegetreden. De bevoegdheid van het Inter-Amerikaans Hof voor de Rechten van de Mens werd door Suriname erkend op dezelfde datum. Suriname formuleerde geen voorbehoud. 
De Verenigde Staten hebben het verdrag ondertekend, maar niet geratificeerd. Het verdrag is voor hen dus niet bindend.
Canada heeft het verdrag zelfs niet ondertekend. 